# John Wilkinson Taylor
John Wilkinson Taylor (* 2. September 1906 in Covington, Kentucky; † 11. Dezember 2001 in Denver, Colorado) war vom 2. Dezember 1952 bis zum 3. Juli 1953 Amtierender Generaldirektor der UNESCO.
John Taylor wurde als Sohn von John Wesley und Ethel Taylor geb. Wilkinson geboren. 1929 erhielt er seinen Bachelor, 1930 seinen Master und 1936 wurde er vom Columbia University Teachers College zum Ph.D. promoviert. Schon seit Ende der 1920er-Jahre war er als Lehrer tätig, unter anderem von 1930 bis 1931 als Englischlehrer am Kaiser-Friedrich-Realgymnasium in Berlin-Neukölln. Von 1938 bis 1940 war er Assistent des Präsidenten der Louisiana State University. Während des Zweiten Weltkriegs war er Offizier, zuletzt Oberstleutnant. Von 1947 bis 1950 wirkte er als Präsident der University of Louisville. Von 1951 bis 1954 war er stellvertretender Generaldirektor der UNESCO. Er amtierte interimistisch nach dem vorzeitigen Ausscheidens von Jaime Torres Bodet bis zur Wahl von Luther H. Evans zum Generaldirektor.
Taylor war in erster Ehe mit Katherine Willis Wright verheiratet, mit der er einen Sohn hatte, in zweiter Ehe mit Helen Hutchinson Greene und in dritter Ehe mit June Cornell Fairbank.

## Werke
- Youth Welfare in Germany. Baird-Ward, Nashville 1936, Dissertation